# Partizánska Ľupča

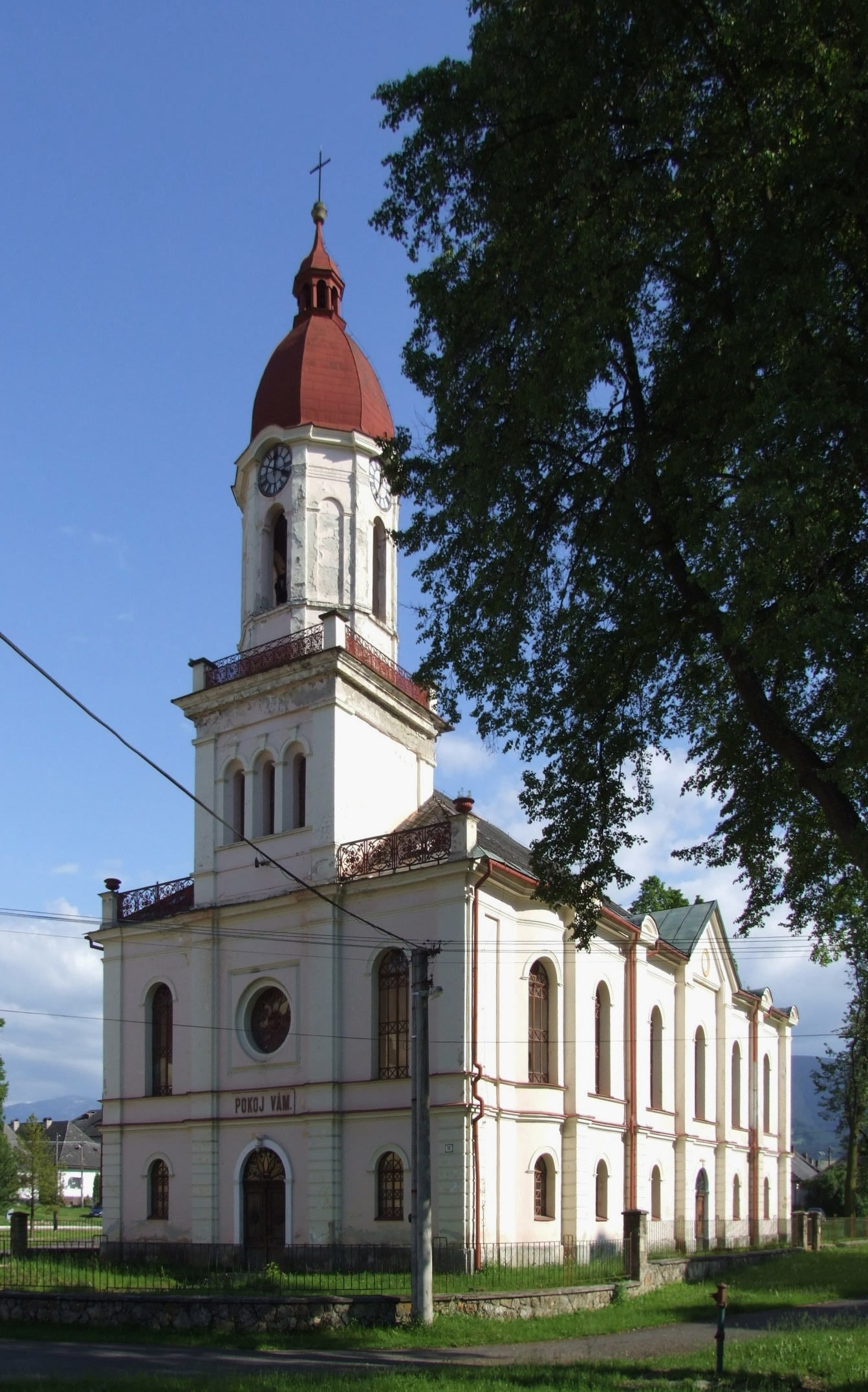
Partizánska Ľupča

Partizánska Ľupča (Hongaars: Németlipcse) is een Slowaakse gemeente in de regio Žilina, en maakt deel uit van het district Liptovský Mikuláš.
Partizánska Ľupča telt 1.256 inwoners.